# Huada, Gulou
Huada är ett stadsdelsdistrikt i sydöstra Kina. Det ligger i stadsdistriktet Gulou i provinshuvudstaden Fuzhou i provinsen Fujian. Antalet invånare är 101 489. Befolkningen består av 51 259 kvinnor och 50 230 män. Barn under 15 år utgör 10,0 %, vuxna 15-64 år 80 %, och äldre över 65 år 8,0 %.